# Sân bay Rostock-Laage
Sân bay Rostock (IATA: RLG, ICAO: ETNL) là một sân bay ở Rostock, Đức. Sân bay này rộng 500 ha. Năm 2007, có 192.744 lượt hành khách sử dụng sân bay này với 9.855 lượt chuyến.

## Các hãng hàng không và các tuyến điểm
- airberlin (Lanzarote, Las Palmas, Nuremberg, Palma de Mallorca)
- Air Via (Bourgas, Varna) theo mùa
- Bulgarian Air Charter (Bourgas, Varna) theo mùa
- Germanwings (Cologne/Bonn) theo mùa
- Ostfriesische Lufttransport (Munich)
- Ryanair (Stockholm-Skavsta) theo mùa

## Giao thông mặt đất
Có 3 chuyến xe buýt mỗi ngày nối Rostock với ga tàu hỏa, khoảng cách là 25 km, đi taxi tốn 37 Euro.